# Wills Odhiambo
Wills Odhiambo es un deportista keniano que compitió en taekwondo. Ganó una medalla de plata en el Campeonato Africano de Taekwondo de 1998, en la categoría de –58 kg.

## Palmarés internacional
| Campeonato Africano | Campeonato Africano | Campeonato Africano | Campeonato Africano |
| Año                 | Lugar               | Medalla             | Categoría           |
| ------------------- | ------------------- | ------------------- | ------------------- |
| 1998                | Nairobi (Kenia)     | Medalla de plata    | –58 kg              |